# Арриба-и-Кастро, Бенхамин де
Бенхамин де Арриба-и-Кастро (исп. Benjamín de Arriba y Castro; 8 апреля 1886, Санта-Мария-де-Пеньямайор, Испания — 8 марта 1973, Барселона, Испания) — испанский кардинал. Епископ Мондоньедо с 1 мая 1935 по 8 августа 1944. Епископ Овьедо с 8 августа 1944 по 22 января 1949. Архиепископ Таррагоны с 22 января 1949 по 19 ноября 1970. Кардинал-священник с 12 января 1953, с титулом церкви Санти-Витале-Валерия-Джервазио-э-Протазио с 29 октября 1953.
Участвовал в работе Второго Ватиканского собора.